# St. Jacobus (Holßel)

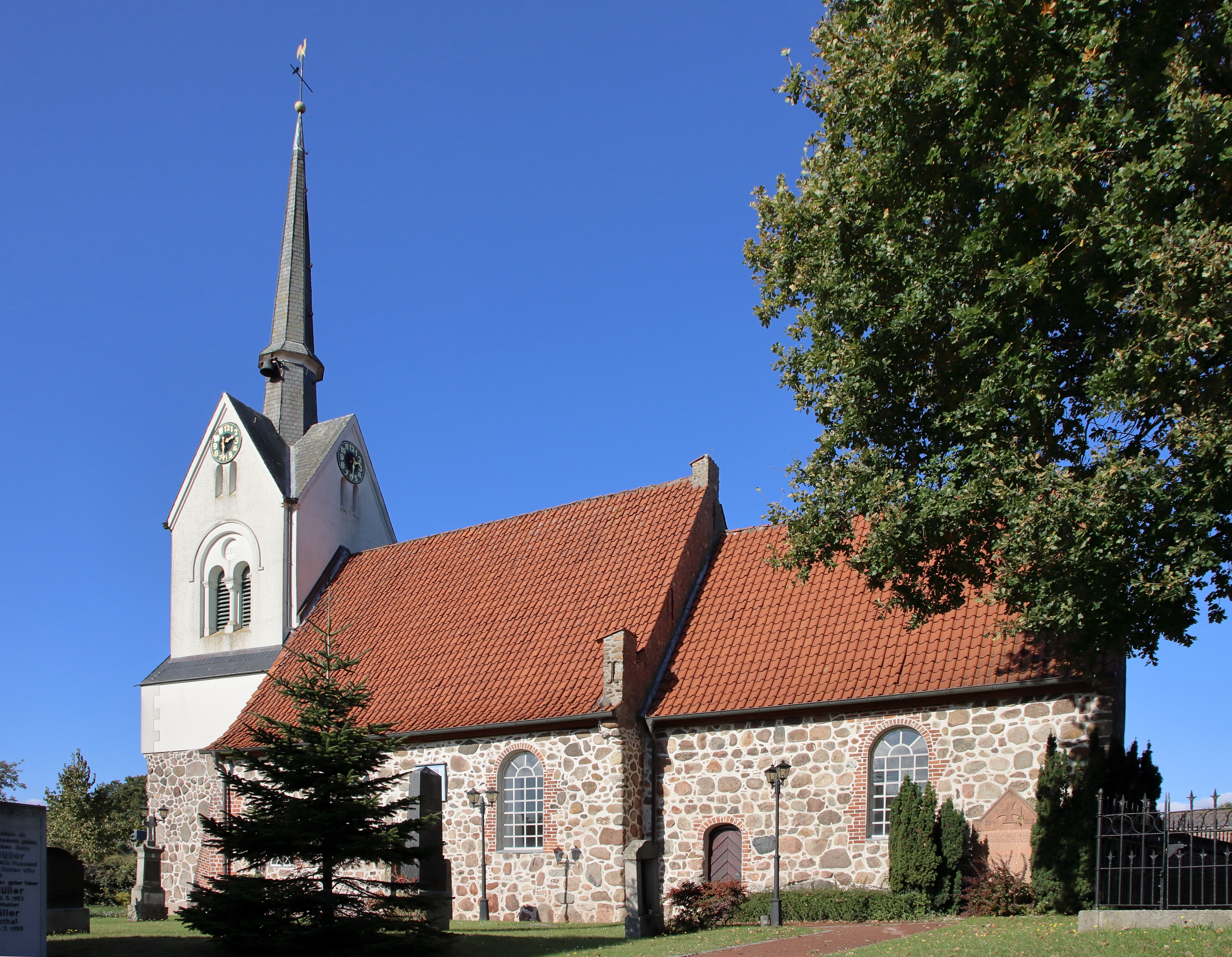
St.-Jacobus-Kirche in Holßel

Die Kirche St. Jacobus, Alte Dorfstraße, in der niedersächsischen Gemeinde Geestland, Ortsteil Holßel, im Landkreis Cuxhaven, soll im Kern um 1200 gebaut worden sein.
Das Gebäude, der Kirchhof und die Einfriedigung stehen unter Denkmalschutz (siehe auch Liste der Baudenkmale in Geestland).

## Geschichte
Der Bau der Kirche soll den Überlieferungen nach auf das Jahr 1111 zurückgehen, so wie es auf einem großen Schriftbalken von 1734 im Innern der Kirche steht. Die Inschrift über dem Altarraum lautet u. a.: „… Anno 1111 ist diese Kirche erbauet. Anno 1734 Renoviret, von einem hier gestandenen, steinernen Bogen und zerbrochenen Giebel befreiet und mit diesem Balcken versehen …“ Das Original der Gründungsurkunde ging bei einem Brand verloren. Der Kirchenbau soll durch eine vermögende Adelswitwe gestiftet worden sein.
Die einschiffige romanische Feldsteinkirche mit eingezogenem rechteckigen länglichen Chor mit ziegelgedeckten Satteldächern und mit dem gedrungenen quadratischen Westturm wurde laut Landesdenkmalamt im Kern um 1200 gebaut. An der Ostwand des Chores sind ursprüngliche Rundbogenfenster in gemauerter Form erhalten. 1734 (Inschrift) wurde die Kirche erneuert und der Turm 1896 aufgestockt. Er erhielt vier zementverputzte Schildgiebel und einen sehr schmalen achteckigen Aufsatz mit dem spitzen Turmhelm.
Der Kanzelaltar stammt aus dem 18. Jahrhundert. Das Innere wird durch eine Holzbalkendecke überspannt.
Von 1755 bis 1756 wurde die Orgel für die nicht erhaltene französisch-reformierte Kirche in Emden erstellt. 1897 kam sie als Geschenk nach Holßel, wurde um 1930 durch die Orgelbaufirma Hillebrand (Altwarmbüchen) erweitert und 1992/95 saniert.
Die Kirche ist umgeben von einem Friedhof mit alten Grabsteinen (u. a. zwei Grabsteine mit Bekrönungen aus beflügelten Engelsköpfen neben der Kirche) und der Einfriedung durch eine Feldstein- und Findlingsmauer.
Das Landesdenkmalamt befand u. a.: „… markanter Orientierungspunkt in der Dorfmitte von Holßel …“
Die Kirche unterstand dem Patrozinium Jakobus des Älteren, einer der zwölf Apostel, und trug auch nach der Reformation weiter seinen Namen.

### Kirchengemeinde
In der Reformationszeit gehörte Holßel zum Amt Bederkesa der Stadt Bremen. 1534 wurde die durch Luther genehmigte Bremische Kirchenordnung eingeführt. In der sogenannten „zweiten Reformation“ 1581 schloss sich Bremen der theologischen Richtung Philipp Melanchthons an; die Stadt gehörte nun zum reformierten Lager. In Bremen wurde 1595 unter Einfluss von Christoph Pezel der Consensus Bremensis entworfen, durch den Bremen zum reformierten Bekenntnis überging. In den 1580er und 1590er Jahren sorgte der Rat der Stadt nicht nur in Holßel, sondern auch in den anderen seinerzeit zu Bremen gehörenden Gemeinden für eine Besetzung der Pfarrstellen mit reformierten Pastoren (siehe dazu auch Bremer Kirchengeschichte). Nach dem Dreißigjährigen Krieg wurde nach 1654 das Gebiet Bederkesa Teil des schwedisch regierten Herzogtums Bremen und die Kirchengemeinden erhielten lutherische Pastoren. In Holßel verblieb der reformierte Pastor und es festigte sich die Zugehörigkeit zu dieser Glaubensrichtung. Um Bederkesa und Bremen gab und gibt es weitere reformierte Kirchengemeinden (Ringstedt, Neuenkirchen, Rekum).
Neben der Kirche verfügt die reformierte Kirchengemeinde Holßel über ein Gemeindehaus mit verschiedenen Angeboten für alle Altersgruppen.